# Beaulieu (Isère)
Beaulieu ist eine französische Gemeinde mit 630 Einwohnern (Stand: 1. Januar 2022) im Département Isère in der Region Auvergne-Rhône-Alpes (vor 2016: Rhône-Alpes). Sie gehört zum Arrondissement Grenoble und zum Kanton Le Sud Grésivaudan. Die Einwohner werden Beaulieurains genannt.

## Geographie
Beaulieu liegt etwa 26 Kilometer westlich von Grenoble in der historischen Landschaft Dauphiné an der Isère, die die Gemeinde im Südosten begrenzt. Umgeben wird Beaulieu von den Nachbargemeinden Vinay im Norden, Cognin-les-Gorges im Süden und Osten, Izeron im Süden, Têche im Westen und Südwesten, Saint-Vérand im Westen und Nordwesten sowie Varacieux im Nordwesten.

## Bevölkerungsentwicklung
| Jahr                       | 1962 | 1968 | 1975 | 1982 | 1990 | 1999 | 2006 | 2018 |
| -------------------------- | ---- | ---- | ---- | ---- | ---- | ---- | ---- | ---- |
| Einwohner                  | 400  | 372  | 410  | 432  | 450  | 514  | 601  | 636  |
| Quellen: Cassini und INSEE |      |      |      |      |      |      |      |      |

## Sehenswürdigkeiten
- Verkündigungskirche aus dem 19. Jahrhundert
- Schloss La Blache aus dem 17. Jahrhundert